# Pristimantis truebae
Espèce
Synonymes
- Eleutherodactylus truebae Lynch & Duellman, 1997

Statut de conservation UICN

 EN B1ab(iii) : En danger
Pristimantis truebae est une espèce d'amphibiens de la famille des Craugastoridae.

## Répartition
Cette espèce est endémique du centre de l'Équateur. Elle se rencontre dans les provinces de Bolívar, de Cañar et de Cotopaxi entre 2 870 et 3 190 m d'altitude sur le versant Ouest de la cordillère Occidentale.

## Description
Les mâles mesurent de 25,5 à 39,0 mm et les femelles de 45,0 à 45,8 mm.

## Étymologie
Cette espèce est nommée en l'honneur de l'herpétologiste Linda Trueb.

## Publication originale
- Lynch & Duellman, 1997 : Frogs of the genus Eleutherodactylus (Leptodactylidae) in western Ecuador: systematics, ecology, and biogeography. Special Publication, Natural History Museum, University of Kansas, no 23, p. 1-236 (texte intégral).